# هنري إي. ديفيز
هنري إي. ديفيز (بالإنجليزية: Henry E. Davies)‏ هو محامي وقاضي أمريكي، ولد في 8 فبراير 1805، وتوفي في 17 ديسمبر 1881.